# Музей глобусов
Музей глобусов (нем. Globenmuseum) — публичное собрание глобусов. Расположен в Вене, во дворце Клари-Альдрингенов, в одном здании с Австрийской национальной библиотекой.
Основан в 1956 году на основе собрания глобусов, хранившегося в Австрийской национальной библиотеке. Многие из этих глобусов попали в библиотеку из собрания австрийских императоров, либо как подарки (так, например, Винченцо Мария Коронелли специально для императора Леопольда I выполнил два глобуса с портретом императора и гравированной дарственной надписью), либо были куплены. В 1921 году географ Ойген Оберхуммер провёл инвентаризацию собрания и обнаружил 8 глобусов разных размеров (как земных, так и небесных), и две армиллярных сферы. В 1922 году эти глобусы были перенесены в Географическое собрание, где к 1948 году оказалось уже 28 глобусов. В ежегодном отчёте директора собрания за 1948 год было отмечено, что глобусы относятся к самым редко используемым предметам. Открытие музея стало возможно благодаря работе энтузиаста и коллекционера глобусов Роберта Хардта. Музей глобусов был открыт 14 апреля 1956 года, в собрание вошли 63 экспоната. В следующие 30 лет собрание музея выросло до 145 объектов, за счёт покупки, подарков и обмена с другими музеями. В 1996 году в музее насчитывалось 260 экспонатов. Музей несколько раз менял помещение, с 1 декабря 2005 года находится во дворце Молларда-Клари. Кроме собственно собрания музея, выставлены также несколько десятков глобусов из частных собраний, переданных на долговременное хранение в музей.
Кроме глобусов Коронелли, к ценнейшим экспонатам музея относятся глобусы Меркатора 1541 (земной) и 1551 (небесный) годов, а также глобус Геммы Фризиуса 1536 года, старейший из глобусов, находящихся в Австрии. Кроме глобусов, в музее выставлены различные астрономические инструменты. На январь 2009 года собрание содержало 590 объектов, из которых 250 находились в экспозиции.

## См.также
- Физико-математический салон